# 王立グリーンランド貿易会社
王立グリーンランド貿易会社（おうりつグリーンランドぼうえきがいしゃ。デンマーク語: Den Kongelige Grønlandske Handel）とは、1774年に開設されたデンマークの貿易会社である。現在は、民営化され「ロイヤル・グリーンランド社」（Royal Greenland）となっている。
グリーンランドは、中世よりデンマーク領となっていたが、その実効統治はおこなわれないままであった。しかし1721年に遠征団がグリーンランドに送りこまれ、デンマークによる実効支配（植民地化）が行われる事となった。
1774年にデンマーク政府は、グリーンランドの貿易を一社に独占させることを決め、グリーンランド貿易会社を設立し、グリーンランドの統治も同社に委ねる事とした。王立にする事で利益を政府に集中させる為であった。しかし統治とは名ばかりで、グリーンランドに交易所を建ててイヌイットからの交易品買い付けを独占させる事に終始していた。しかし、イヌイットとの交易独占は、当時、北極海に進出していたイギリス、オランダ、アメリカをグリーンランド貿易から締め出させる事に成功している。
この情勢は20世紀まで続くものの、世界情勢は変化し、同社がグリーンランドの統治を継続させる事が厳しくなり、デンマーク政府は、1912年に同社から統治権を回収した。当時グリーンランドでは、正常な行政は行われておらず、グリーンランド深奥部の統治はなおざりにされたままであった。これに目を付けた、アメリカ、ノルウェー、スウェーデンなどがグリーンランドの領有権を主張しはじめ、同社の手に負えない状態であった。
結局、グリーンランドは、デンマーク政府によって実効支配され、他国の領有権主張に対して、国際司法裁判所に提訴、1933年にグリーンランドをデンマーク領とする決定に至った。同社は、グリーンランドの統治権が移動した後もグリーンランド貿易を独占し続けたが、1940年に本国が第二次世界大戦によってナチス・ドイツに占領されると経営難に陥り営業停止状態となった。その後、グリーンランドはデンマークへ返還され、同社も経営を再開したが、貿易独占権は廃止された。これによって同社は、水産会社「ロイヤル・グリーンランド社」として社名を変え、再出発をはかった。
同社は、長らくデンマークの国営企業であったが、グリーンランドが1979年に自治領となると、グリーンランド政府の公社となった。そして1990年に民営化されグリーンランド市民所有の株式会社となったが、その歴史的経緯からロイヤルの名を冠し続けるブランド企業となっている。現在も世界有数の漁業・水産加工会社として経営を続けており、特に冷水エビの販売では世界最大企業。日本にも現地法人があり、2003年時点で日本の 甘エビの25％を供給している。